# 地特胰岛素注射液
地特胰岛素注射液（英文名：insulin Detemir）为长效胰岛素类似物，无色澄明液体，用于治疗糖尿病。其成分主要为地特胰岛素（通过基因重组技术，利用酵母生产的）。1单位（U）相当于0.142mg不含盐的无水地特胰岛素。

## 药代动力学
吸收本品注射后6-8小时达到最大血清浓度。当每日注射两次时，注射2-3次后达到稳态血清浓度。本品吸收的个体内变异，要低于其他基础胰岛素制剂。本品的药代动力学特点在不同性别间没有与临床相关的差异。
分布本品表观分布容积（大约0.1L/kg），表明大部分地特胰岛素分布在血液中。
代谢本品的降解与人胰岛素类似，所有形成的代谢物都是没有活性的。体外和体内蛋白结合研究的结果表明，在本品与脂肪酸或者其他蛋白结合药物￣间没有临床上的有关相互作用。
消除地特胰岛素皮下注射的终末半衰期是由皮下组织的吸收速率决定的。根据剂量的不同，终末半衰期在5-7小时间。
线性皮下注射后，观察到本品剂量与血清浓度（最大浓度、吸收程度）成比例关系。在肾功能或者肝功能不全的受试者与健康受试者间，本品的药代动力学没有与临床相关的差异。

## 药理毒理
药物治疗组：抗糖尿病药物。长效、注射用胰岛素及其类似物，ATC代码：A10AE05。地特胰岛素是可溶性的、长效基础胰岛素类似物，其作用平缓且作用持续时间长。与人NPH胰岛素和甘精胰岛素（insulin glargine）相比较，本品的时间作用曲线的变异性显著降低。本品的长效作用是通过在注射部位地特胰岛素分子间强大的自身聚合以及通过脂肪酸侧链与白蛋白相结合而实现的。与人NPH胰岛素相比，地特胰岛素分子向外周靶组织的分布更为缓慢。这些延长机制的结合使本品的吸收和作用曲线比人NPH胰岛素更易重复，即变异度小。地特胰岛素的降血糖作用是通过地特胰岛素分子与肌肉和脂肪细胞上的胰岛素受体结合后，促进细胞对葡萄糖的吸收利用，同时抑制肝脏葡萄糖的输出来实现的。本品每日注射一次或者两次，依剂量不同，最长作用持续时间可达24小时。如果每日注射两次，则可以在注射2至3次后达到稳态。当剂量为0.2-0.4U/kg时，注射3-4小时后，效应已超过最大效应的50%，作用持续约为14小时。本品皮下注射后，观察到剂量与效应（最大效应、作用持续时间、总药效）呈现比例关系。
临床前安全性研究人体细胞系体外试验表明，地特胰岛素与胰岛素和胰岛素样生长因子-1（IGF-1）两种受体的亲和力小于人胰岛素，而且对细胞生长的影响也小于人胰岛素。安全性药理学，多次给药毒性，遗传毒性，潜在致癌性和生殖毒性等常规临床前研究数据显示，地特胰岛素对人体没有特殊危害。 

## 药物相互作用
已知有多种药物会影响葡萄糖代谢。可能会减少胰岛素需要量的药物：口服降糖药，单胺氧化酶抑制剂（MAOI），非选择性β阻滞剂，血管紧张素转换酶（ACE）抑制剂，水杨酸盐和酒精。
可能会增加胰岛素需要量的药物：噻嗪类药物、糖皮质激素、甲状腺激素和β-拟交感神经药、生长激素和达那唑。 
β阻滞剂可能掩盖低血糖症状，并且延迟低血糖的恢复。奥曲肽／兰瑞肽可能既会增加也会减少胰岛素的需要量。酒精可以加剧和延长胰岛素导致的低血糖。

## 配伍禁忌
本品中加入其他化学物质可能导致地特胰岛素的降解（如含有巯基或亚硫酸盐的药物）。本品不能用于静脉输液。

## 药物过量
对于胰岛素药物过量没有特别的定义。但是，当患者使用胰岛素剂量超过需要剂量时会发生不同程度的低血糖：
- 对于轻度低血糖可采取口服葡萄糖或含糖食品的治疗方式。所以，建议糖尿病患者随身携带含糖食品。
- 对于重度低血糖，在患者已丧失意识的情况下，可由专业的医务人员给患者肌肉或皮下注射高血糖素（0.5-1.0mg），或由医务人员静脉注射葡萄糖。如果患者在10-15分种内对高血糖素无反应，则必须立即静脉注射葡萄糖。患者神志恢复后，建议口服碳水化合物以免复发。

## 不良反应
患者使用本品时发生的不良反应主要与剂量相关，且与胰岛素药理学作用有关。低血糖是常见的不良反应。如果胰岛素使用剂量远高于需要量，就可能发生低血糖。  临床研究表明，大约有6%的患者在使用本品治疗时会发生重度低血糖（指需要他人协助处理的低血糖）。重度低血糖可能导致意识丧失和／或惊厥以及暂时性或永久性脑功能损害甚至死亡。 
与人胰岛素相比，地特胰岛素治疗过程中的注射部位反应发生频率更高。这些反应包括注射部位发红，炎症，淤血，肿胀和瘙痒。上述反应多为轻微和一过性的，通常在继续治疗几天至几周内消失。 
据估计，大约有12%的患者在使用本品治疗时会发生不良反应。
总结临床试验中不良反应的发生频率，经过总体判断认为和本品相关的不良反应如下： 
代谢和营养失调
常见不良反应（大于1/100，小于1/10） 
低血糖：低血糖症状通常会突然发生，表现为出冷汗、皮肤苍白发冷、疲乏、神经紧张或震颤、焦虑、异常疲倦或衰弱、意识模糊、难以集中注意力、嗜睡、过度饥饿、视觉异常、头痛、恶心和心悸。重度低血糖可导致意识丧失和/或惊厥及暂时性或永久性脑功能损害甚至死亡。
全身不适和注射部位异常
常见不良反应（大于1/100，小于1/10）
注射部位反应：
在胰岛素治疗期间，可能会发生注射部位局部的过敏反应（如：红、肿和瘙痒）。上述反应通常为一过性的，在继续治疗的过程中会消失。
少见不良反应（大于1/1,000，小于1/100） 
脂肪代谢障碍：
注射部位可能会发生脂肪代谢障碍。通常是由于未在注射区域轮换注射点所致。
水肿：
胰岛素治疗的初期会出现水肿现象。这种现象通常为一过性的。
免疫系统失调
少见不良反应（大于1/1,000，小于1/100） 
过敏反应，潜在的过敏反应，荨麻疹，皮疹，出疹。这些症状可能是由于全身性过敏反应所致。全身性过敏反应的其他症状可能包括瘙痒、出汗、胃肠道不适、血管神经性水肿、呼吸困难、心悸与血压下降。全身性过敏反应有可能危及生命（超敏反应）。
视觉异常
少见不良反应（大于1/1,000，小于1/100）
屈光不正：胰岛素治疗的初始阶段，可能会出现屈光不正。这种现象通常为一过性的。
糖尿病视网膜病变：
长期血糖水平控制良好可以降低糖尿病视网膜病变的风险。然而因强化胰岛素治疗而突然改善血糖水平控制可能会发生糖尿病视网膜病的暂时恶化。
神经系统异常
罕见不良反应（大于1/10,000，小于1/1,000） 
周围神经系统病变：快速改善血糖水平控制可能发生急性痛性神经病变，这种症状通常是可逆的。

## 禁忌
以下患者禁用：
- 对地特胰岛素或者本品中任何其他成份过敏者。

## 注意事项
本品注射剂量不足或治疗中断时，可能导致高血糖和糖尿病酮症酸中毒（特别是在1型糖尿病患者中易发生）。通常在几小时到几天内，高血糖的首发症状逐渐出现。症状包括口渴、尿频、恶心、呕吐、嗜睡、皮肤干红、口干、食欲不振和呼气中有丙酮气味。在1型糖尿病患者中，出现高血糖事件若不予以治疗，最终可能导致有潜在致死性的糖尿病酮症酸中毒。如果胰岛素的用量远高于胰岛素的需要量时可能出现低血糖。漏餐或进行无计划、高强度的体力活动，可导致低血糖。血糖控制有显著改善的患者（如接受胰岛素强化治疗的患者），其低血糖的先兆症状会有所改变，应提醒患者注意。对于病程长的糖尿病患者，常见的低血糖的先兆症状可能会消失。伴有其他疾病，特别是感染和发热，通常患者的胰岛素需要量会增加。患者换用不同品牌或类型的胰岛素制剂，必须在严格的医疗监控下进行。以下方面的变化均可能导致患者所需剂量改变：胰岛素规格、品牌（生产商）、类型、种类（动物、人胰岛素或人胰岛素类似物）和/或生产工艺（基因重组或动物胰岛素）。患者从其日常使用的胰岛素转用本品时，可能需要调整剂量。剂量调整可能在首次注射或开始治疗的几周或几个月内进行。和所有的胰岛素治疗一样，使用本品可能会发生注射部位的反应，包括疼痛，瘙痒，荨麻疹，肿胀和炎症。在指定注射区域连续轮换注射点有助于减少或避免这些反应。这些反应通常在几天或几星期内消失。在罕见情况下，注射部位反应可能需要停止注射地特胰岛素。由于可能导致重度低血糖，本品绝不能静脉注射。与皮下注射相比较，肌肉注射吸收更快，吸收量更大。如果本品与其他胰岛素制剂混合使用，其中之一或者两者的作用特性将会改变。与单独注射相比较，本品与快速起效的胰岛素类似物（如门冬胰岛素）同时使用，其最大作用将会降低和延迟。本品不能用于胰岛素泵。
运动员慎用。 
对驾驶和机械操作能力的影响低血糖可能会降低患者的注意力和反应能力。在这些能力异常重要的情况下（如在驾驶汽车和操作机械的过程中），可能会存在风险。应特别提醒患者注意避免在驾驶时出现低血糖，尤其是低血糖先兆症状不明显或缺乏或既往经常发生低血糖的患者。在上述情况下，应首先考虑患者能否安全操作。

## 用法用量
本品是可溶性的基础胰岛素类似物，其作用平缓且效果可以预见，作用持续时间长。与其他胰岛素制剂相比，地特胰岛素治疗引起的体重增加较少。与其他胰岛素相比较，本品引起夜间低血糖的风险较低，因而可以进行更为积极的剂量调整以实现血糖达标。以空腹血糖作为评价指标，地特胰岛素较人NPH胰岛素可以更好地控制血糖。与口服降糖药联合治疗时，推荐地特胰岛素的初始治疗方案为每日一次给药，起始剂量为10U或0.1-0.2U/kg。地特胰岛素的剂量应根据病情进行个体化的调整。 
当地特胰岛素作为基础-餐时胰岛素给药方案的一部分时，应根据患者的病情，每日注射一次或两次。本品用量因人而异。应由医生根据患者的病情，每日注射一次或者两次。对于为达到最佳的血糖控制而每日注射两次的患者，晚间注射可在晚餐时、睡前或者早晨注射12小时后进行。
由其他胰岛素转用本品：
- 由中效或者长效胰岛素转用本品的患者，可能需要调整注射剂量和注射时间。
- 和所有的胰岛素一样，在转用本品期间和在本品开始治疗的几周内，建议密切监测血糖水平。
- 本品和抗糖尿病药物同时使用时，可能需要调整同时使用的短效胰岛素的剂量和注射时间，或者口服降糖药的剂量。
- 本品和所有的胰岛素一样，对于老年患者和肾功能或肝功能不全的患者，应该密切监测血糖水平，并根据每个患者的不同病情调整剂量。
- 如果患者体力活动增加、日常饮食改变或者在伴发疾病期间，也可能需要调整剂量。
- 本品经皮下注射，皮下注射部位可选择大腿、腹壁或者上臂。应在同一注射区域内轮换注射点。

如何使用本品的说明
本品应与诺和诺德胰岛素注射系统和诺和针®配合使用。如患者同时接受本品和另一种胰岛素笔芯治疗，应分别使用诺和诺德公司生产的两个胰岛素注射系统，每个注射系统分别用于注射不同种类的胰岛素。本品仅供一人专用。本品不可重新灌装使用。
使用本品前
- 确认胰岛素类型正确。
- 使用前请检查本品，包括橡皮活塞。如有任何损坏，或者未使用过的笔芯的橡皮活塞与白色条码带分离，即两者间出现间隙，请不要使用。并将产品退回供应商。
- 使用医用棉签消毒橡皮膜。
- 每次注射都应使用新的针头以避免污染。

不能使用本品的情况
- 胰岛素泵。
- 如果笔芯或装有笔芯的器械发生坠落，损坏或受到挤压，则有胰岛素外漏的危险。
- 如果本品贮藏不当或被冷冻。
- 如果本品不呈无色澄明液体。

如何注射本品
- 本品皮下注射。注射技巧请参照注射系统使用说明。
- 在从皮下拔出针头前，应始终按住注射推键。注射后针头应在皮下停留至少6秒，以确保胰岛素完全注射入体内。
- 每次注射后必须卸下并丢弃针头。否则，药液可能会漏出，导致剂量不准确。

## 特殊人群
孕妇及哺乳期妇女用药
本品尚无治疗妊娠或哺乳期妇女的临床经验。动物生殖研究表明：在胚胎毒性和致畸性方面，本品与人胰岛素没有差异。建议患有糖尿病的妊娠妇女在整个妊娠期间和计划妊娠时采用强化血糖控制和监测的方式治疗。胰岛素的需要量通常在妊娠早期减少；而在随后的妊娠中、晚期逐渐增加。分娩后胰岛素的需要量通常迅速回到妊娠前的水平。哺乳期妇女可能需要调整胰岛素用量和饮食。
儿童用药
本品尚未在6岁以下儿童中进行有效性和安全性的研究。曾在1型糖尿病儿童（6-12岁）和青少年（13-17岁）中进行了本品的药代动力学研究，并与患有1型糖尿病的成人进行了比较。其药代动力学在这些人群中没有差别。
老年用药
在老年受试者与青年受试者间，本品的药代动力学没有与临床相关的差异。 

## 其他信息
关于贮藏，正在使用的本品不要放于冰箱中。正在使用的本品或者随身携带的备用品可在室温下（不超过30°C）存放6周。尚未使用的本品应冷藏于2-8°C冰箱中（勿接近冰箱的冷冻室）。不可冷冻。笔芯保存在外包装盒内以避光。每次注射后必须卸下并丢弃针头。否则，药液可能会漏出，导致剂量不准确。有效期为24个月。